# Storia di Melfi
Se in ere antiche Melfi era un semplice agglomerato di individui senza un ordinamento ed una affinità socio-culturale, acquisì un'enorme importanza nel periodo medievale, soprattutto sotto il dominio normanno, quando divenne Capitale e sede di cinque importanti Concili. Con l'arrivo degli Svevi, Federico II decise di promulgare dal castello le Costituzioni di Melfi (o Constitutiones Augustales), codice unico di leggi per l'intero Regno di Sicilia.
Con gli angioini, per la città si prospettò un futuro decadente, che si accentuava sempre di più con il passare degli anni, aggravato anche dai terremoti che distrussero gran parte del suo patrimonio urbano. A seguito di un lungo periodo passato sotto il governo di famiglie nobiliari e con l'avvento dell'unità d'Italia, Melfi raggiunse uno stato di povertà e desolazione ai minimi storici. Questa condizione sociale fu una delle cause del brigantaggio, a cui la città partecipò attivamente. Dopo secoli di regressione, Melfi sta vivendo una lenta ma progressiva ripresa a partire dagli anni novanta, con l'edificazione di impianti industriali (come la FIAT e la Barilla).

## Storia

### Origini
Le origini storiche di Melfi, sono ancora oggetto di dibattito. Probabilmente il nome deriva dall'antico fiume Melpes, menzionato dallo scrittore Plinio il Vecchio e oggi poco più che un canale, che fa risalire l'origine della città in epoca antica. Giovanni Pontano e Leandro Alberti considerano Melfi già edificata dai greci; Erchemperto, monaco longobardo del IX secolo, sostenne nelle sue opere che fu fondata da alcuni cavalieri romani che, recandosi verso Bisanzio, dovettero sbarcare a Ragusa a causa di una tempesta. Cacciati dall'antico centro croato, tornarono sulle coste pugliesi e, stanziandosi nell'area del Vulture, fondarono la città. Altri ritengono che la nascita di Melfi avvenne nel periodo bizantino, ad opera di Basilio Boioannes, poiché mancano testimonianze concrete della sua esistenza in epoche precedenti. Né risulta, con le vicine Rapolla e Venosa, nell'elenco delle città daune nominate da Plinio il Vecchio nel 70 d.C. circa.

### Antichità e Alto Medioevo

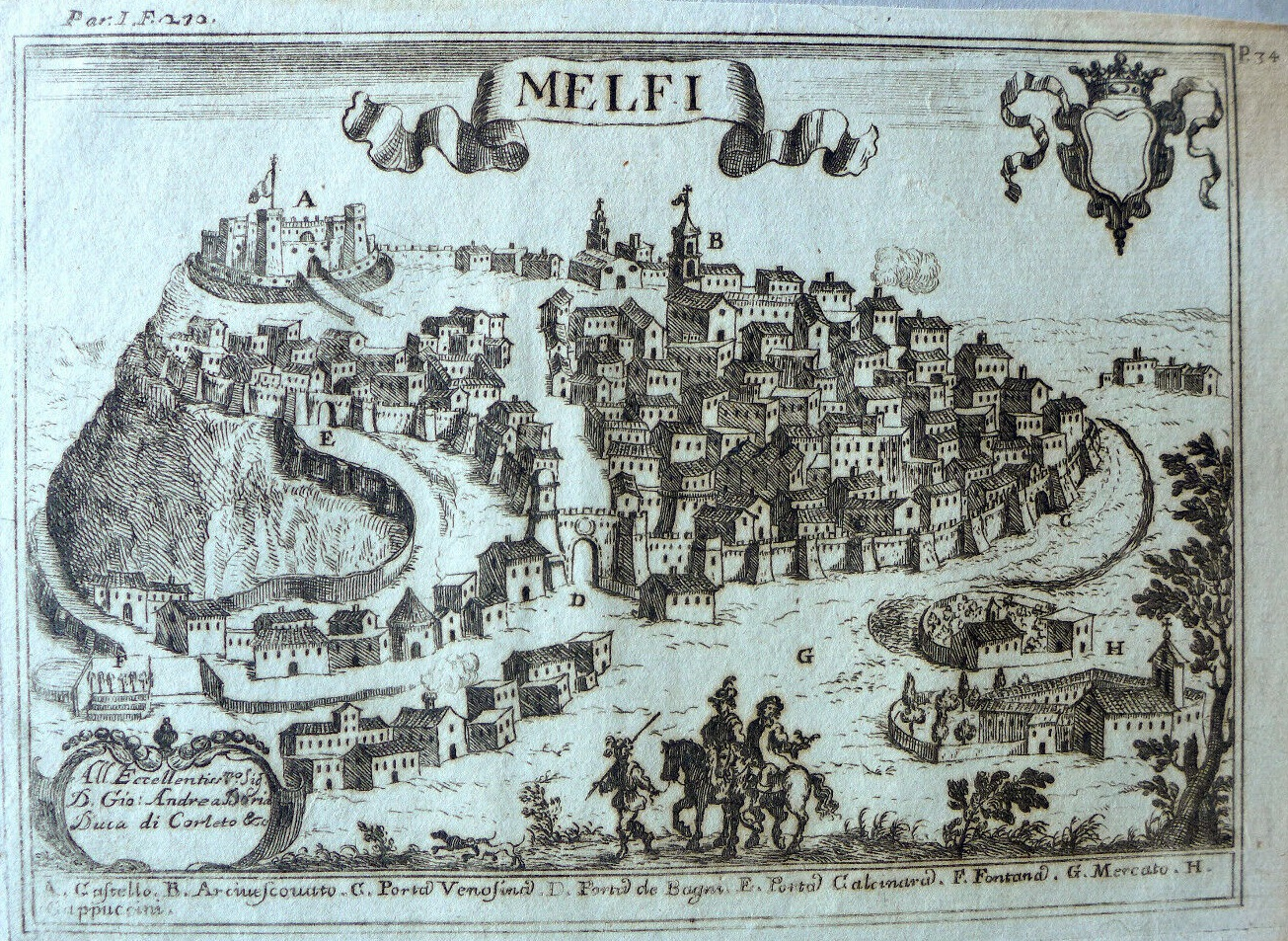
Antica stampa di Melfi

Si pensa che i primi insediamenti (ritrovati nella frazione Leonessa) risalgano al neolitico, e si proliferarono durante l'età del ferro, sebbene fossero semplici centri abitati senza un'identità riconoscibile. Alcuni ritrovamenti di tombe in un'area adiacente al castello, zona Chiuchiari, ora esposte nella sezione preromana del Museo Nazionale del Melfese, e sulla collina dei Cappuccini, ora esposte al museo archeologico di Taranto, sembrano confermare questo assunto.
Nella fase finale dell'età del ferro, Melfi divenne un abitato organizzato e strutturato, fungendo da anello di congiunzione tra diverse civiltà come dauni e lucani. La sua collocazione strategica rende probabile che una roccaforte vi sorgesse già in tempi preromani; si trova infatti sulla direttrice che dal mare Adriatico passa sotto le antiche città di Canosa e Lavello, poi dopo Melfi si dirige verso l'interno montuoso. Nel corso del III secolo a.C., l'area di Melfi viene progressivamente abbandonata, in seguito alla conquista romana del Vulture, che provoca il concentrarsi degli abitanti nella nuova colonia Venusia (l'attuale Venosa), essenziale centro di scambi commerciali collocato nella via Appia.
Dopo la caduta dell'Impero romano d'Occidente l'area iniziò ad acquistare più validità e divenne possedimento dei bizantini. La posizione si rivela vitale per il controllo delle ricche città costiere della Puglia, come Canosa, Trani e il grande Santuario del Monte S. Angelo. La lotta fra Bizantini e Longobardi del Principato di Benevento e di Salerno vide Melfi passare da un dominio all'altro e la città, con l'avvento dell'era medievale, acquisì una notevole importanza storica.

### I Normanni
All'inizio dell'XI secolo fanno la loro apparizione nell'Italia meridionale bande di mercenari provenienti dall'Europa settentrionale composte da Normanni, fra tutti Rainulfo Drengot, che divenne conte di Aversa, e i membri della famiglia Altavilla, che diretti in Terrasanta sostarono in queste regioni e, approfittando delle guerre fra i vari ducati e principati, mostrarono le loro capacità combattive e ne divennero padroni. Nel settembre del 1042, Guglielmo Braccio di Ferro e gli altri capi normanni si rivolsero al duca longobardo Guaimaro di Salerno per ottenere il riconoscimento ufficiale della conquista del territorio di Melfi, avvenuta grazie a un accordo col governatore Arduino di Melfi.
In cambio accettarono di prestare omaggio come vassalli. Ansioso di ostacolare i tentativi espansionistici di un altro Normanno, Rainulfo d'Aversa, Guaimaro ratificò (1043) l'alleanza con gli Altavilla. Il territorio di Melfi venne assegnato a dodici condottieri, cioè dodici baroni, indipendenti l'uno dall'altro, che dovevano governarla in modo collegiale, e giurarono di prestarsi assistenza reciproca.
Ognuno dovette erigersi un palazzo in un differente settore di Melfi, che doveva perciò restare indivisa. I feudi vennero attribuiti a seconda del rango e del merito: Ascoli Satriano spettò a Guglielmo, Venosa a Drogone e così via. Guglielmo Braccio di Ferro, che si fregiò del titolo di conte già dal 1042, sposo della nipote del duca di Salerno, fu comunque fin dall'inizio in posizione dominante.
La famiglia degli Altavilla partì da Melfi per conquistare l'intero meridione d'Italia e la Sicilia. Questa età rappresentò l'apice della fortuna e della gloria di Melfi, che diventò un centro del potere normanno.
Secondo Goffredo Malaterra, monaco benedettino e autore di cronache dell'XI secolo, Roberto il Guiscardo sposò Sichelgaita di Salerno a Melfi, dopo aver ripudiato Alberada di Buonalbergo.

### I Concili di Melfi
A Melfi si tennero cinque concili, organizzati da cinque diversi Pontefici tra il 1059 e il 1137.

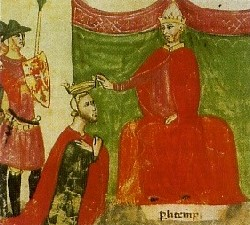
Roberto il Guiscardo nominato duca da papa Niccolò II durante il primo Concilio di Melfi, nel 1059

Nell'estate del 1059, Niccolò II soggiornò nella rocca fortificata e fu al centro di importanti avvenimenti: in giugno stipulò il Trattato di Melfi, poi, dal 3 agosto al 25 agosto celebrò il Concilio di Melfi I ed infine con il Concordato di Melfi riconobbe i possedimenti conquistati dai Normanni.
Il Papa nominò Roberto il Guiscardo duca di Puglia e Calabria, che divenne vassallo della Chiesa. Questa aperta dichiarazione di vassallaggio del regno meridionale al Papa, allora solo simbolica data la grande potenza dei Normanni, influenzerà tutta la successiva storia del Meridione d'Italia.
E in tale vasto quadro, la città di Melfi, sede della contea di Puglia, passava un periodo fulgido della sua storia: in tale circostanza fu promossa a la Capitale del Ducato di Puglia e Calabria nel 1059.
Melfi, nonostante il titolo di Capitale del Ducato di Puglia e Calabria verrà successivamente riconosciuto a Salerno ed infine a Palermo, continuò ad essere un centro molto importante dell'impero normanno. E sempre a Melfi furono organizzati gli altri Sinodi.
Il papa Alessandro II dal 1º agosto 1067 presiedette il Concilio di Melfi II; ricevette il Principe longobardo di Salerno, Gisulfo secondo, ed i fratelli Roberto il Guiscardo e Ruggero Altavilla. Nel corso del Concilio di Melfi III, del 1089, il papa Urbano II indisse la Prima Crociata in Terra santa, poi Pasquale II nel 1101 convocò il Concilio di Melfi IV ed infine Innocenzo II nel 1137 celebrò il Concilio di Melfi V, ultimo della serie. Vi fu anche nel 1130 un Concilio di Melfi non riconosciuto dalla Chiesa, perché organizzato dall'Antipapa Anacleto II.

## Cronologia: Tabella riepilogativa Concili ed Accordi di Melfi
| Concili ed Accordi                  | Pontefici che presiedono i lavori | Partecipanti religiosi                                                    | Partecipanti nobili                                                           | Date di svolgimento             | Provvedimenti principali                                                                                  | Note                                                                                    |
| Primo concilio di Melfi-            | Niccolò II                        | Desiderio di Montecassino - Ildebrando di Soana - Umberto di Silvacandida | Roberto di Altavilla - Riccardo I di Aversa                                   | 3 - 25 agosto 1059              | Riconoscimento delle casate normanne Altavilla e Drengot                                                  | Completato dal Trattato e dal Concordato                                                |
| Trattato di Melfi-                  | Niccolò II                        |                                                                           | Roberto di Altavilla - Riccardo I di Aversa                                   | 24 giugno 1059                  | Niccolò II nomina Riccardo I Principe di Capua e Roberto il Guiscardo Duca di Puglia, Calabria e Sicilia. | Precede il primo Concilio                                                               |
| Concordato di Melfi-                | Niccolò II                        |                                                                           | Roberto di Altavilla - Riccardo I di Aversa                                   | 23 agosto 1059                  | Al Pontefice rimane Benevento, con i territori entro 10 miglia e va alla Casa Altavilla il Principato.    | Definisce solennemente gli accordi del Trattato                                         |
| Secondo concilio di Melfi-          | Alessandro II                     | Arcivescovo Alfano di Salerno                                             | Roberto il Guiscardo - Ruggero d'Altavilla - Gisulfo II, Principe di Salerno. | 1º agosto - settembre 1067      | Scomunica Roberto il Guiscardo                                                                            | Alcune sessioni del concilio Papale si tengono in Capitanata, a Troia.                  |
| Terzo concilio di Melfi-            | Urbano II                         | Abate Elia e Arcidiacono Giovanni                                         | Ruggero Borsa, Boemondo I d'Altavilla, Goffredo di Conversano                 | 10 - 17 settembre 1089          | Bandisce la Prima Crociata - condanna le pratiche di simonia e il concubinato                             | Al termine del Sinodo, Boemondo invita il Papa a Bari per deporre le ossa di San Nicola |
| Quarto concilio di Melfi-           | Pasquale II                       | Vescovi, Cardinali, Abati del Mezzogiorno                                 | Tutti i Conti Normanni                                                        | agosto 1101 (La data è incerta) | Scomunica di Benevento - Chiusura della vertenza tra Montecassino e Santa Maria in Cingla                 | Il Papa concede al Vescovo di Melfi il privilegio di dipendere direttamente da Roma     |
| Concilio di Melfi non riconosciuto- | Anacleto II                       | Vescovi, cardinali, abati fedeli all'Antipapa                             | Ruggero II di Altavilla                                                       | 5 novembre 1130                 | Istituisce il titolo di Re di Sicilia – Eleva Ruggero II da Duca a Re                                     | Questo Concilio non è riconosciuto dalla Chiesa                                         |
| Quinto concilio di Melfi-           | Innocenzo II                      | Rainaldo Abate di Montecassino, Pietro Diacono, Pandolfo Vescovo di Teano | Imperatore Lotario II di Supplinburgo                                         | 4 - 17 luglio 1137              | Depone l'antipapa Anacleto II e delegittima Ruggero II Altavilla in favore di Rainulfo III Drengot.       | Il Papa annulla la scomunica ai monaci di Montecassino schierati con l'Antipapa         |

Con l'egemonia dell'impero normanno nel sud Italia e con lo spostamento della capitale del ducato di Puglia e Calabria a Salerno, scomparve l'antica regione Lucania e il giustizierato assunse il nuovo nome Basilicata.

### Gli Svevi

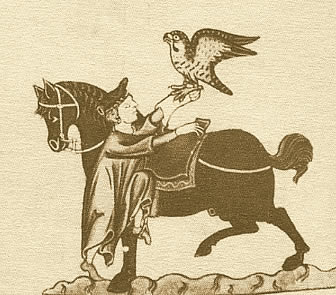
Ritratto di Federico II con il falcone

Ai Normanni successe Federico II, discendente in linea paterna dalla famiglia imperiale Hohenstaufen proveniente dalla Svevia e in linea materna dalla famiglia reale normanna degli Altavilla. Accolto dal giustiziere della Basilicata, dai conti, dai vescovi e dai governatori della regione, sostò al castello della città, ove apporterà, in seguito, ampliamenti e ristrutturazioni.
Federico II, pur essendo cresciuto a Palermo, capitale del regno normanno di suo nonno Ruggiero II, scelse di vivere soprattutto in Puglia, da cui i suoi avi normanni erano partiti alla conquista del Sud Italia, proprio da Melfi, che fu la prima capitale della contea nel 1041 e poi del ducato nel 1059 e infine luogo di proclamazione del regno nel 1130. Federico, memore del significato di Melfi per lo Stato normanno di Sicilia, decise di promulgare proprio in questa città, dal castello, le Costituzioni di Melfi (o Constitutiones Augustales), codice unico di leggi per l'intero regno di Sicilia, opera di enorme importanza nella storia del diritto, sistemazione unitaria di codici romani e longobardi, già raccolti in parte nelle Assise di Ariano da re Ruggiero II, rimaste in vigore in alcun parti fino ai codici napoleonici dell’Ottocento. Secondo altri storici, come Abulafia erano sprovviste dell'ampio respiro e dell'organicità della legislazione romana a cui si ispirava, essendo composte sotto l'urgenza di ricostruire le scosse basi del regno meridionale, basandosi su una combinazione ben dosata di fonti romane, canoniche, feudali.
Il codice, opera principalmente del protonotaro e logoteta Pier della Vigna, ma con contributi di tutta la corte e dello stesso sovrano, ebbe il nome ufficiale di Constitutiones Regni Utriusque Siciliae. Le costituzioni miravano a limitare i poteri e i privilegi delle locali famiglie nobiliari e dei prelati, facendo tornare il potere nelle mani dell'imperatore, e previdero anche la partecipazione delle donne per quanto riguardava la successione dei feudi. Il sovrano svevo trascorse a Melfi e dintorni (soprattutto a Lagopesole, Palazzo San Gervasio e, secondo alcune fonti, anche Monticchio) i momenti di relax, dato che le foreste del Monte Vulture erano particolarmente adatte per il suo svago preferito: la falconeria, ovvero la caccia col falcone.
Federico II utilizzò il castello come tesoreria regia, (servì a lungo per conservare il frutto delle imposizioni accollate alle comunità della Basilicata) e, tipicamente, come prigione, visto che Othman, il saraceno di Lucera, vi fu rinchiuso finché non sborsò 50 once d'oro per ottenerne la scarcerazione. Nel 1232 vi ospitò il marchese di Monferrato e sua nipote Bianca Lancia, amata da Federico, da cui ebbe il figlio naturale Manfredi; nel 1241, vi trattenne come prigionieri di riguardo due cardinali e numerosi vescovi francesi e tedeschi che avrebbero dovuto partecipare ad un Concilio convocato dal Papa per deporlo.
Con la morte di Federico II, Manfredi, divenuto il nuovo re del regno di Sicilia nonostante il pontefice Innocenzo IV, lo avesse dichiarato usurpatore, dovette affrontare la ribellione di numerose comunità, le quali vennero a patti coll'antico avversario degli svevi. Anche Melfi, fino a quel momento città prediletta di Federico II, passò dalla parte avversaria. Fu così che scoppiò il conflitto tra guelfi e ghibellini, rispettivamente sostenitori del papa e del partito svevo. I Guelfi, forti dell'alleanza con gli angioini di Carlo d'Angiò, sconfissero prima Manfredi nella Battaglia di Benevento (ove Manfredi stesso trovò la morte) e poi Corradino (nipote di Federico II) nella Battaglia di Tagliacozzo, ponendo fine alle ambizioni sveve nel sud Italia.

### Gli Angioini e gli Aragonesi

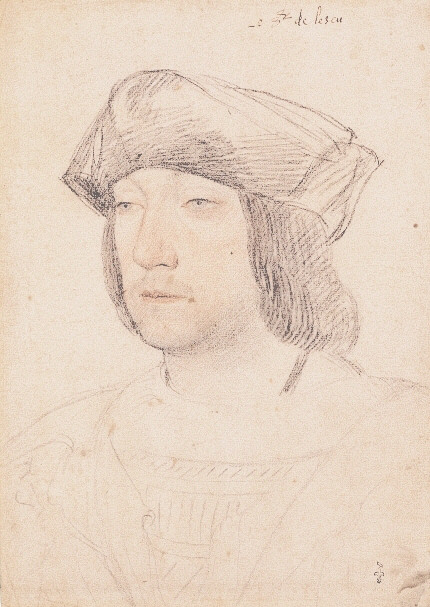
Odet de Foix, colui che prese parte all'assedio di Melfi

A seguito di questi conflitti, che decretarono l'estinzione della discendenza maschile degli Hohenstaufen, la famiglia di Carlo II d'Angiò si installò da padrona nel Regno, facendo di Napoli la nuova capitale e tagliando netto col passato normanno-svevo. Melfi scivolò sempre più in secondo piano anche se il castello venne massicciamente ampliato e ristrutturato. Ad ogni modo, Melfi rimase un ambìto territorio da assicurarsi e nella zona i partigiani degli Hohenstaufen furono molto attivi contro gli Angioini, facendo leva sul sentimento popolare e sulla scarsa simpatia riscossa dai francesi.
Nello scontro per ottenere la città si aggiunsero anche gli Aragonesi, che con gli Angioini giocarono la partita prevalentemente sul mare e sul versante tirrenico, divenendone in seguito i nuovi padroni. Sotto la dominazione aragonese nel castello si tennero alcune riunioni durante la sanguinosa Congiura dei baroni contro re Ferrante D'Aragona e suo figlio. Nel corso della guerra tra la Francia di Francesco I e la Spagna di Carlo V per la conquista del regno di Napoli, l'esercito francese di Pietro Navarro e del maresciallo Odet de Foix, visconte di Lautrec, portò a compimento, tra il 22 e il 23 marzo 1528, il cruento assedio di Melfi, passato alla storia come "La Pasqua di sangue".
Visto respinto un attacco dalla parte delle Serre (colline tra Melfi e la Puglia), l'oste francese ritornò all'attacco con le artiglierie e irruppe prima nella cerchia muraria urbana, massacrando gran parte della popolazione (le vittime furono tra le 3.000 e le oltre 4.000). Successivamente si diresse verso il castello, dove si era rifugiato con le milizie superstiti Sergianni III Giovanni Caracciolo, 4º duca di Melfi, che vista l'inutilità della resistenza, per salvarsi la vita decise di arrendersi. Con lui terminò il feudo della famiglia Caracciolo, che durava dal 1418.
La città, saccheggiata e bruciata, fu abbandonata per mesi e si dovette ricorrere a speciali incentivi per ripopolarla; vennero emessi due editti: uno che invitava le popolazioni di città limitrofe a ripopolarla ed un secondo che esentava la città di Melfi, per la sua fedeltà agli Aragonesi, al pagamento delle tasse per 12 anni. A tal proposito va ricordata la processione della Pentecoste che alle prime luci del mattino vede la popolazione recarsi in montagna presso la chiesa dello Spirito Santo, in ricordo della fuga dei melfitani per trovare scampo nei boschi del Vulture, e il loro ritorno in città dopo la riconquista da parte degli Aragonesi e la cacciata degli Angioini.
Con l'editto del sovrano spagnolo, a Melfi si stanziarono varie popolazioni provenienti da zone limitrofe e una colonia di Koronei albanesi che si insediarono in una zona totalmente distrutta dai francesi, che prenderà il nome di Chiuchiari, da colui che guidò questa migrazione, Capitan Kiukieri. Nel 1597 i Koronei, a seguito di divergenze religiose con il vescovo Deodato Scaglia, lasciarono Melfi per emigrare a Barile, ricongiungendosi ad altre famiglie della loro stessa provenienza.

### I Vaccaro
Parallelamente all'arrivo degli angioini, giunse a Melfi una delle più potenti famiglie della zona, i Vaccaro, provenienti da Lavello. Arrivarono con l'intenzione di predominare sulle ricche famiglie melfitane come i Malamerenda, i de Grusa e gli Arese, che, ovviamente, fecero di tutto per non consentirlo. Nel parlamento del 1291 nessuno del partito dei Vaccaro venne eletto alle maggiori cariche cittadine e la famiglia fomentò una protesta popolare contro gli eletti. I Malamerenda furono la famiglia più ostile nei confronti dei Vaccaro e tra i sostenitori delle due fazioni ci furono lotte violente. La scintilla fu l'uccisione del giudice Francesco de Grusa, attribuita ai Vaccaro, che rimasero impuniti essendo protetti dal re Roberto d'Angiò, cavandosela con una sanzione pecuniaria.
I de Grusa, con il supporto dei Malamerenda e degli Arese, giurarono vendetta. Il bersaglio principale fu Pasquale Vaccaro, esponente illustre della famiglia, ma, essendo protetto da uomini armati, le famiglie melfitane assoldarono un killer per uccidere il suo giovane nipote, anche lui di nome Pasquale, che aveva circa 10 anni. Il sicario ammazzò il fanciullo mentre usciva dalla casa del suo maestro di scuola. Tutto ciò, ovviamente, causò la reazione dei Vaccaro che incitarono la popolazione di Melfi contro i mandanti dell'omicidio. Venne innescata una vera e propria guerra civile: le case dei de Grusa, dei Malamerenda e degli Arese vennero assaltate e saccheggiate, costringendoli ad abbandonare Melfi, e i loro uomini armati furono massacrati ed altri vennero catturati e poi afforcati.
Estirpato il potere delle tre famiglie melfitane, fu costituita la nuova amministrazione di Melfi, composta da persone mandate dai Vaccaro. Ciò non era visto di buon occhio dal re Roberto d'Angiò, il quale non volle che un qualsiasi cittadino potesse proclamarsi capo della città ma, allo stesso tempo, non desiderava che i melfitani si ribellassero, avendo giurato fedeltà al governo costituito dalla famiglia lavellese. Raggiunto un compromesso, il sovrano nominò sua moglie Sancha d'Aragona contessa di Melfi e, successivamente, le concesse anche il territorio di Venosa e Potenza.

### I Doria e la crisi economica

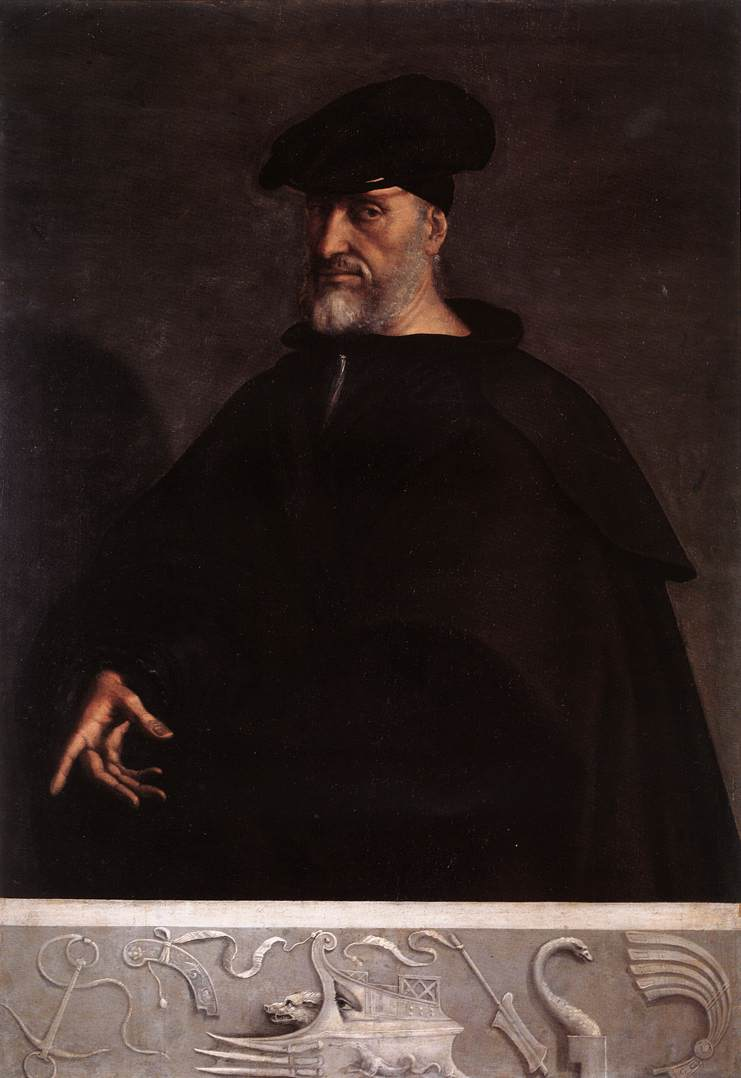
Andrea Doria

A seguito di questi eventi, terminata la guerra tra angioini e aragonesi, la città perse definitivamente importanza. Il 20 dicembre 1531, il re aragonese Carlo V confiscò a Caracciolo il Principato di Melfi e lo assegnò prima a Filiberto di Chalon e poi, con l'aggiunta di 25.000 scudi al nobile genovese Andrea Doria, onorato dal sovrano per aver combattuto con successo per la sua causa e sostenuto le spese per l'allestimento dell'esercito.
Con il governo dei Doria, Melfi visse una condizione di emarginazione sempre più irreversibile. Il ceto basso dovette subire un'enorme pressione fiscale sui beni di prima necessità, sulla produzione e circolazione di merci, sugli immobili e sui dazi. I Doria restarono signori di Melfi fino alla fine del sistema feudale e mantennero proprietà e latifondi fino alla riforma agraria degli anni cinquanta.
Ciononostante, varie furono le famiglie nobili che, nei secoli di potere dei Doria, animarono la vita culturale e politica cittadina, schierandosi variegatamente in differenti fazioni. Nella prima metà del XVII secolo sono attestate le seguenti famiglie facenti parte dei sedili nobiliari cittadini: Alessandri (originari di Ascoli e detentori del seggio di Porto a Napoli), Bastellis, Benedetti, Bruschi, Facciuti, Ferilli (discendente dai conti di Muro Lucano),Giovenchi, Maffei (di origine romana), Mandina, Giordano, Mele (presenti in Melfi dal XIII secolo), Minervi, Orsi (precedentemente nobili di Pescopagano e discendenti della famiglia patrizia veneziana degli Orseolo), De Rentijs, Ricciardi, Ruffi delli Leoni, Rotondi, Signorelli (già nobili a Ravenna, Molfetta e Perugia), Vecchi. Parte della nobiltà fu coinvolta in una congiura contro il vescovo Deodato Scaglia.
Da quel periodo in poi la città conobbe un consistente declino che durò per secoli, il commercio andava scemando e gli investimenti privati e pubblici divennero sempre più rari. Il tutto venne aggravato dalla grande depressione economica del XVII secolo che colpì l'intera area del Mediterraneo, ove Turchi, Saraceni e Spagnoli mantenevano ben saldi i propri domini. La depressione portò a Melfi agitazioni sociali, come nel 1728 quando la città insorse contro la gabella della farina e nel 1831 per sollecitare la quotizzazione delle terre demaniali. Nel 1851, la città subisce un violento terremoto alle ore 2:30 pomeridiane, che provocò circa 700 morti e 200 feriti.

### Il brigantaggio

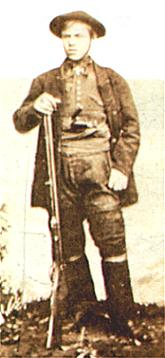
Il giovane brigante Michele Schirò

Con l'unità d'Italia, Melfi, come tutta la Basilicata ed il sud Italia in genere, non vide alcun miglioramento economico-sociale, sprofondando sempre più in uno stato di grave povertà ed isolamento. Una delle conseguenze di questo degrado fu il brigantaggio, a quel tempo largamente diffuso nell'intero meridione. Il 15 aprile 1861, Melfi (come tutta la zona del Vulture) fu conquistata dalle bande capeggiate da Carmine Crocco, che sbaragliò le guarnigioni sabaude in poco tempo e fu accolto trionfalmente dalla popolazione locale. Tuttavia alcuni ricordano tristemente l'arrivo di Crocco per la crudeltà inflitta al sacerdote Pasquale Ruggiero, ucciso e barbaramente mutilato il 1º maggio 1861. Nella sua casa paterna, nelle vicinanze della Porta Venosina, fu eretta nel 1901 una lapide che ricorda la tragedia.
Tra i briganti di Melfi si distinsero Domenico "Malacarne" Zappella, capo dell'omonima banda Malacarne affiliata a Carmine Crocco, e Michele Schirò, un contadinello che, a soli 13 anni, imbracciò le armi seguendo la "banda Casaletta" e dopo che il suo capo venne ucciso, proseguì la sua attività compiendo ruberie e ricatti, fino a quando non fu catturato dalla polizia. A Melfi trovarono la morte i briganti Giuseppe Schiavone, Giuseppe Petrelli e Aniello Rendina, fucilati il 28 novembre 1864 dai bersaglieri.
I tre furono catturati dopo che Rosa Giuliani, ex convivente di Schiavone, fece scoprire alla Guardia Nazionale la masseria in cui si nascondeva il brigante. I motivi che portarono a ciò furono il tradimento e l'abbandono di Schiavone per un'altra donna, Filomena Pennacchio, anch'ella brigantessa. Ben presto i flussi migratori verso le Americhe peggiorarono ulteriormente la situazione. Il 19 luglio 1868 nacque a Melfi Francesco Nitti, presidente del consiglio tra il 1919 ed il 1920, nonché più volte ministro e (assieme al rionerese Giustino Fortunato), uno dei fautori lucani del cosiddetto meridionalismo.

### Dal terremoto del 1930 ad oggi

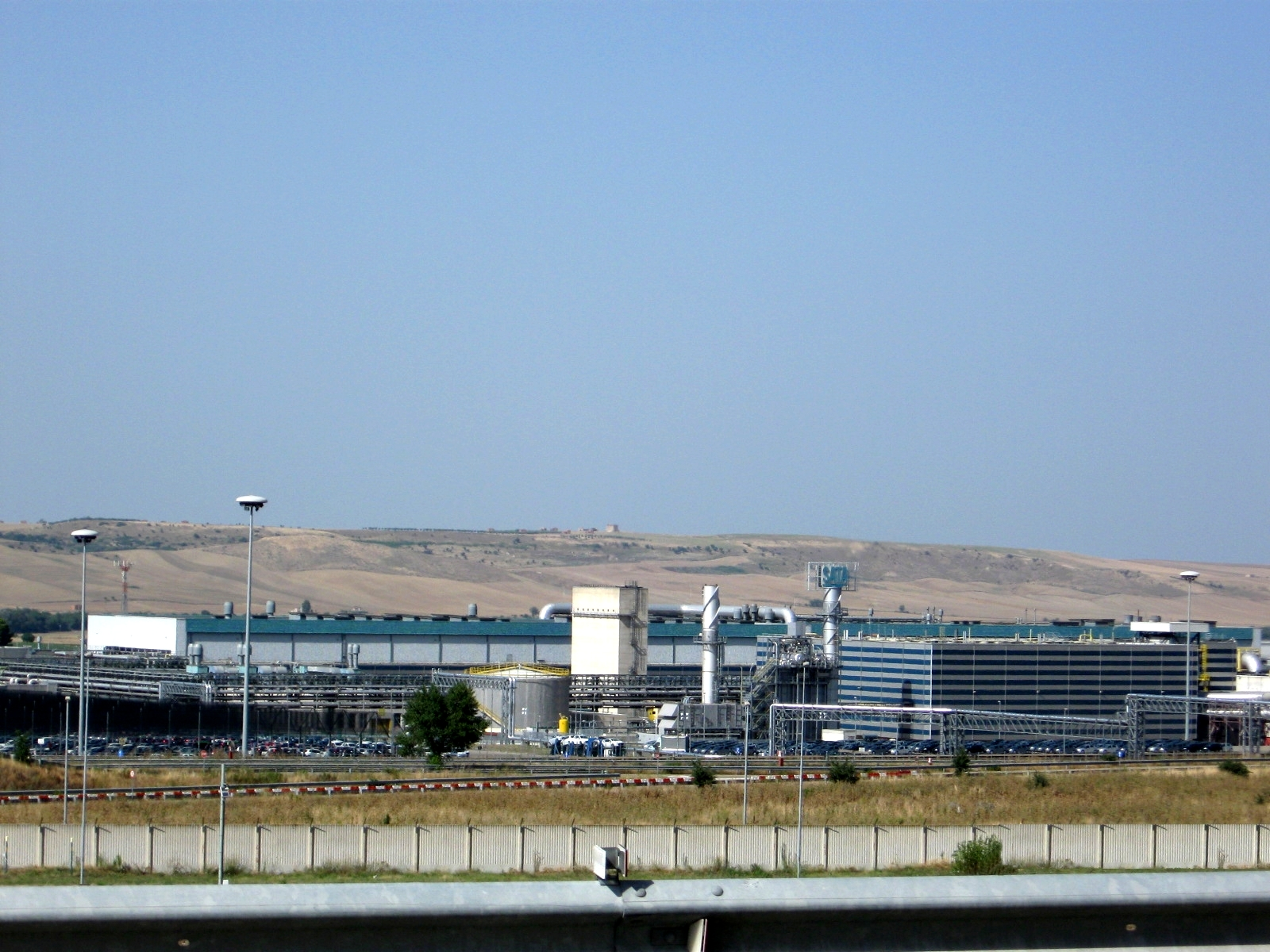
Stabilimento Fiat

Il terremoto del Vulture del 23 luglio 1930, che colpì le province di Avellino e Potenza (provocando la morte di 1404 persone in entrambe le provincie), ebbe effetti devastanti su Melfi, essendo stato il comune del Vulture maggiormente danneggiato, sia per quanto riguarda le perdite di vite umane e sia per i danni al patrimonio della città. Molti monumenti, palazzi, chiese e conventi vennero rasi al suolo dal sisma e non vennero mai più ricostruiti, a parte la Cattedrale che necessitò di un massiccio restauro. La continuità delle mura urbane venne interrotta dopo secoli, con la demolizione della Porta del Bagno (detta del Mercato), e la creazione di un varco per l'asportazione delle rovine, che andarono a colmare in parte il prospiciente Vallone di Capograsso dove poi fu ricavata la Villa comunale.
Dopo la seconda guerra mondiale, la riforma agraria portò un piccolo miglioramento economico ma l'effetto sortito durò per poco tempo, a causa delle emigrazioni verso il nord Italia ed il nord Europa negli anni cinquanta e sessanta. Dopo un periodo infausto durato per secoli, Melfi iniziò ad intravedere uno spiraglio di luce sul finire degli anni ottanta, con l'arrivo della Barilla nel 1987 e poi dell'area industriale SATA nella sua frazione San Nicola nel 1993, ove venne installato un grande stabilimento FIAT. Sin dal 1866 Melfi e i comuni vicini hanno chiesto l'istituzione di una provincia autonoma dal quella di Potenza di cui fanno parte. La proposta, che dal 1992 è avallata dal parere favorevole del Consiglio regionale dalla Basilicata, dal 1957 è stata più volte portata in Parlamento. I primi disegni di legge per l'istituzione della provincia di Melfi risalgono al 1957 ad opera dei senatori Ciasca e Schiamone.
Nel corso degli anni settanta alle proposte presentate dai parlamentari lucani si accompagnò un largo movimento di opinione nel territorio che culminò in occasione delle elezioni nel 1978 quando numerose schede elettorali vennero annullate mediante l'apposizione di un adesivo con la scritta "Melfi provincia". Numerose furono anche le proposte degli anni successivi, fino a quella del 2006 presentata dai senatori Viceconte e Taddei. Un decreto legge passato all'esame di Camera dei Deputati e Senato potrebbe consentire alla città e alle zone limitrofe ulteriore sviluppo economico e culturale. A Melfi (in particolare nella frazione di Foggiano) è stato girato il film Io non ho paura (2003) che vinse il David di Donatello 2004 per il miglior direttore della fotografia.